# Albert Wynn
Albert „Al“ Wynn (* 29. Juli 1907 in New Orleans; † 1. Mai 1973 in Chicago) war ein US-amerikanischer Posaunist des Oldtime Jazz.
Albert Wynn wuchs in Chicago auf, wo er seine Musikerkarriere begann; er tourte dann mit Ma Rainey (erste Aufnahmen 1926/27) und spielte dann in St. Louis bei Charlie Creath. Er spielte 1928 bei Earl Hines und leitete in den 1920er Jahren in Chicago eigene Bands (u. a. mit Dolly Jones). Dann ging er mit dem Orchester von Sam Wooding 1929 nach Europa, wo er bis 1932 blieb und im Orchester von Herb Flemming spielte und 1930 in Frankreich bei James Boucher. Nach seiner Rückkehr in die Vereinigten Staaten arbeitete er erst in New York, dann ließ er sich in Chicago nieder, wo er zunächst mit Fletcher Henderson (1937/38) und Earl Hines und ab Mitte der 1940er Jahre mit verschiedenen Revival-Bands spielte. Kurz vor dem Ende seiner Karriere, die er wegen Krankheiten beenden musste, entstand 1961 das Album Albert Wynn and his Gutbucket Seven, das auf Riverside Records/Living Legends erschien. Mitwirkende waren Darnell Howard, Buster Moten, Blind John Davis und Bill Martin. Ab 1956 war er im Orchester von Franz Jackson.
Wynn arbeitete im Laufe seiner Karriere außerdem mit Lovie Austin, Doc Cheatham, Lil Hardin, Jimmy Noone, Carroll Dickerson, Baby Dodds, Little Brother Montgomery und Richard M. Jones.